# 伊斯靈頓
伊斯靈頓（英語： /ˈɪzlɪŋtən/）是位於英國倫敦伊斯林頓倫敦自治市內的一個地區。是內倫敦的主要住宅區。
1005年伊斯靈頓由撒克遜人命名為Giseldone，1062年為Gislandune。其名稱的意思是“Gīsla's hill”，來自古英語Gīsla和dun（山丘），後來此名變化做Isledon，17世紀變化為現名。

## 外部連結
- 维基导游上有關伦敦/伊斯林顿的旅行指南
- 维基共享资源上的相關多媒體資源：伊斯靈頓
- Islington Council （页面存档备份，存于）
- Islington Archaeology & History Society
- Islington Guided Walks （页面存档备份，存于）
- The Islington Society （页面存档备份，存于）
- St Mary's Church （页面存档备份，存于）
- Freightliner's Farm （页面存档备份，存于）
- London Landscape TV episode (5 mins) about Islington

51°32′38″N 0°06′10″W / 51.544°N 0.1027°W